# Nürburg (gemeente)
Nürburg is een plaats in de Duitse deelstaat Rijnland-Palts, en maakt deel uit van de Landkreis Ahrweiler. Nürburg telt 166 inwoners en is voornamelijk bekend vanwege het racecircuit Nürburgring, waar in het verleden de Grand Prix van Duitsland en de Grand Prix van Europa (Formule 1) plaatsvonden.

## Bestuur
De plaats is een Ortsgemeinde en maakt deel uit van de Verbandsgemeinde Adenau.